# Egy csók és más semmi (Született feleségek)
Az Egy csók és más semmi (One More Kiss) a Született feleségek (Desperate Housewives) című amerikai filmsorozat harmincnegyedik epizódja. Az Amerikai Egyesült Államokban először az ABC (American Broadcasting Company) adó sugározta 2006. január 8-án.

## Az epizód cselekménye
Egy csók annyira egyszerű dolog, hogy szinte fel sem tűnik. De, ha jobban szemügyre vennénk, megláthatnánk, hogy minden csóknak megvan a maga sajátos jelentése. A művészet az, hogy meg tudjuk fejteni azt a bizonyos jelentést. Amikor Bree partit rendez, a jó hangulat hevében Gaby viccből megcsókolja Tomot - Lynette szeme láttára. A társaság jót nevet az egészen, de Lynette mélységesen megbántódik, és a buli után szóvá is teszi a dolgot a túl messzire ment barátnőnek. Susan lélegzete is elakad, amikor megpillantja Zach-et, ahogy az barátságosan integet neki a házuk előtt. Persze azonnal Mike-hoz rohan a nagy hírrel, aki azonban elpanaszolja, hogy Paul megfenyegette és eltiltotta őt a fiútól. Zach bocsánatot kér Susantől és Julie-tól a régi tetteiért. Gabrielle azt javasolja Carlosnak, hogy kezdjen ő is viszonyt valakivel, így kvittek lennének. Matthew Applewhite arra kéri az anyját, hogy ne tartsák többé az öccsét a pincébe zárva, hanem végre éljenek együtt normális életet. Bree, miután Andrewt és a barátját csókolózni látja a ház előtt, teljesen kiborul, ám arra végképp nincs felkészülve, hogy egy szép nap az ágyban is együtt találja őket. Felháborodásának Andrew aljas zsarolása vet véget - egy időre. Lynette csak most értesül arról, hogy Gabrielle-nek viszonya volt a kertészfiúval, ezért még féltékenyebbé válik. Később aztán belátja, hogy talán túlreagálta a dolgot, majd egy hirtelen jött ötlettől vezérelve érdekes próba elé állítja Gabyt. Susan jóvá szeretné tenni Mike-nál a történteket, ezért Julie-val és Zach-kel közös bowlingozást szervez. A Monroe nevű férfi - miután napokig figyelte - betör az Applewhite-házba, hogy magával vigye Calebet.

## Mellékszereplők
- Michael Ironside - Curtis Monroe
- Ryan Carnes - Justin
- Pat Crawford Brown - Ida Greenberg
- Betty Murphy - Alberta Fromme
- Alejandro Patino - Ralph

## Mary Alice epizódzáró monológja
- A narrátor, Mary Alice monológja az epizód végén így hangzik (a magyar változat alapján):

„A csók aktusa mindig ugyanaz. Mégis minden csóknak megvan a maga sajátos jelentése. Kifejezheti egy férj soha nem szűnő rajongását, vagy egy feleség mélységes megbánását. Jelképezheti egy anya növekvő aggodalmát vagy egy szerető lángoló szenvedélyét. De akármit is jelentsen, minden csók egy alapvető emberi szükségletet tükröz: a másik emberhez való kötődés igényét. Ez a vágy olyan elemi erejű, hogy mindig megdöbbenünk, mikor egyesek mégsem értik meg.”

## Epizódcímek szerte a világban
- Angol: One More Kiss (Még egy csók)
- Francia: Bons baisers de Gaby (Jó csókok Gabytól)
- Lengyel: To był tylko pocałunek (Csak egy csók volt)
- Német: Nur ein Kuss (Csak egy csók)